# Chasinia stigmatilis
Chasinia stigmatilis là một loài bướm đêm trong họ Noctuidae.